# Good Omens (serie televisiva)
Good Omens è una serie televisiva britannico-statunitense del 2019 diretta da Douglas Mackinnon e basata sul romanzo di Terry Pratchett e Neil Gaiman del 1990 Buona Apocalisse a tutti! (Good Omens: The Nice and Accurate Prophecies of Agnes Nutter, Witch).

## Trama
L'angelo Aziraphale e il demone Crowley si trovano sulla Terra dalla Creazione come rappresentanti rispettivamente di Paradiso e Inferno; nonostante appartengano a fazioni opposte, i due stringono segretamente un'alleanza di lunga data che si tramuta in un forte rapporto.

### Prima stagione
Nel 2018 è previsto l'avvento dell'Apocalisse, che porterà alla fine del mondo con la battaglia finale tra Paradiso e Inferno; verrà innescata dalla presa di potere dell'anticristo, incarnato in un bambino inglese di undici anni di nome Adam. Aziraphale e Crowley, essendosi affezionati alla vita e alle usanze terrestri, decidono di scongiurare l'avvenimento.
Al contempo, si mobilita per fermare l'Apocalisse anche Anathema Device, ultima discendente della strega profeta Agnes Nutter (autrice di un importante libro di profezie), insieme all'impacciato tecnico informatico Newton Pulsifer, mentre i quattro Cavalieri dell'Apocalisse (Guerra, Carestia, Inquinamento e Morte) vengono chiamati per dare inizio alla fine del mondo.

### Seconda stagione
Qualche anno dopo la mancata Apocalisse, Aziraphale e Crowley mandano avanti la loro esistenza tra gli esseri umani dopo essersi distaccati dalle rispettive fazioni. Le cose cambiano quando l'arcangelo Gabriele si presenta alla libreria di Aziraphale privo di memoria, preannunciando un evento catastrofico imminente: Aziraphale e Crowley nascondono Gabriele da Paradiso e Inferno mentre cercano di risolvere il mistero e, nel mentre, tentano di aiutare la relazione amorosa tra due umane.

## Episodi
| Stagione         | Puntate | Pubblicazione UK | Pubblicazione Italia |
| ---------------- | ------- | ---------------- | -------------------- |
| Prima stagione   | 6       | 2019             | 2019                 |
| Seconda stagione | 6       | 2023             | 2023                 |

## Personaggi e interpreti

### Principali
- Aziraphale (stagioni 1-in corso), interpretato da Michael Sheen, doppiato da Alessio Cigliano.
- Crowley (stagioni 1-in corso), interpretato da David Tennant, doppiato da Christian Iansante.
- Adam Young (stagione 1), interpretato da Sam Taylor Buck, doppiato da Lucrezia Marricchi.
- Arcangelo Gabriele (stagioni 1-2), interpretato da Jon Hamm, doppiato da Fabrizio Pucci.

### Secondari
- Arthur Young (stagione 1), interpretato da Daniel Mays, doppiato da Luigi Ferraro.
- Deirdre Young (stagione 1), interpretata da Sian Brooke, doppiata da Angela Brusa.
- Hastur (stagione 1), interpretato da Ned Dennehy, doppiato da Franco Mannella.
- Ligur (stagione 1), interpretato da Ariyon Bakare, doppiato da Pino Insegno.
- Pepper (stagione 1), interpretata da Amma Ris, doppiata da Lucrezia Marricchi.
- Brian (stagione 1), interpretato da Ilan Galkoff, doppiato da Riccardo Suarez.
- Wensleydale (stagione 1), interpretato da Alfie Taylor, doppiato da Veronica Cuscusa.
- Warlock Dowling (stagione 1), interpretato da Samson Marraccino, doppiato da Riccardo Suarez
- Harriet Dowling (stagione 1), interpretata da Jill Winternitz, doppiata da Ilaria Egitto.
- Sandalphon (stagione 1), interpretato da Paul Chahidi, doppiato da Gianni Galassi.
- Agnes Nutter (stagione 1), interpretata da Josie Lawrence, doppiata da Angiola Baggi.
- Arcangelo Uriele (stagioni 1-2), interpretato da Gloria Obianyo.
- Dagon (stagione 1), doppiato in originale da Nicholas Parsons, interpretato da Elizabeth Berrington.
- Thaddeus Dowling (stagione 1), interpretato da Nick Offerman, doppiato da Stefano Alessandroni.
- Belzebù, interpretato da Anna Maxwell Martin (stagione 1) e da Shelley Conn (stagione 2), doppiato da Paola Majano (stagione 1) e da Alessia Amendola (stagione 2).
- Maria Loquace (stagione 1), interpretata da Nina Sosanya, doppiata da Daniela Calò.
- Arcangelo Michele (stagioni 1-2), interpretato da Doon Mackichan, doppiato da Emilia Costa.
- Anathema Device (stagione 1), interpretata da Adria Arjona, doppiata da Federica De Bortoli.
- Madame Tracy (stagione 1), interpretata da Miranda Richardson, doppiata da Anna Cesareni.
- Shadwell (stagione 1), interpretato da Michael McKean, doppiato da Dario Oppido.
- Newton Pulsifer (stagione 1), interpretato da Jack Whitehall, doppiato da Manuel Meli.
- Guerra (stagione 1), interpretata da Mireille Enos, doppiata da Sabrina Duranti.
- R.P. Tyler (stagione 1), interpretato da Bill Paterson, doppiato da Gianni Giuliano.
- Carestia (stagione 1), interpretato da Yusuf Gatewood, doppiato da Riccardo Scarafoni.
- Dio (stagione 1; guest stagione 2), doppiato in originale da Frances McDormand e in italiano da Antonella Giannini.
- Morte (stagione 1), interpretato da Jamie Hill, doppiato in originale da Brian Cox e in italiano da Edoardo Siravo.
- Leslie il Corriere Internazionale (stagione 1), interpretato da Simon Merrells, doppiato da Pasquale Anselmo.
- Shax (stagione 2), interpretata da Miranda Richardson[1], doppiata da Anna Cesareni.
- Nina (stagione 2), interpretata da Nina Sosanya, doppiata da Daniela Calò.
- Maggie (stagione 2), interpretata da Maggie Service, doppiata da Benedetta Degli Innocenti.
- Muriel (stagione 2), interpretato da Quelin Sepulveda, doppiata da Martina Felli.

### Guest
- Glozier (stagioni 1-2), interpretato da Steve Pemberton, doppiato da Alessandro Budroni.
- Harmony (stagioni 1-2), interpretato da Mark Gatiss, doppiato da Gianni Bersanetti.
- William Shakespeare (stagione 1), interpretato da Reece Shearsmith, doppiato da Stefano Alessandroni.
- Capitano Vincent (stagione 1), interpretato da David Morrissey, doppiato da Francesco Prando.
- Metatron (stagioni 1-2), interpretato da Derek Jacobi, doppiato da Bruno Alessandro.
- Ron Ormerod (stagione 1), interpretato da Johnny Vegas.
- Usciere dell'Inferno (stagione 1), doppiato da Andy Hamilton.
- Satana (stagione 1), interpretato da Niall Greig Fulton, doppiato in originale da Benedict Cumberbatch e in italiano da Alessandro Budroni.

## Produzione

### Sviluppo
Gli autori Terry Pratchett e Neil Gaiman avevano pianificato di adattare Good Omens in un film per anni, prendendo in considerazione vari registi e sceneggiatori. Nel 2011 è stata menzionata per la prima volta una serie televisiva ispirata al romanzo in lavorazione, scritta da Terry Jones e Gavin Scott, ma non ci sono stati ulteriori aggiornamenti in merito. Dopo la morte di Pratchett, Gaiman ha inizialmente rifiutato di prendere in considerazione l'idea di lavorare da solo sull'adattamento, ma ha cambiato idea quando ha ricevuto una lettera da Pratchett, scritta da lui con l'istruzione di essere inviata dopo la sua morte, nella quale lo esortava a finire il progetto.
Il 19 gennaio 2017 è stato annunciato che Amazon Prime Video aveva dato il via libera a un adattamento televisivo del romanzo da co-produrre con la BBC nel Regno Unito. I produttori esecutivi avrebbero dovuto includere Gaiman, Caroline Skinner, Chris Sussman, Rob Wilkins e Rod Brown. Gaiman si sarebbe dovuto occupare di adattare il romanzo per lo schermo e avrebbe fatto da showrunner per la serie. Le società di produzione coinvolte nella serie dovevano essere BBC Studio, Narrativia e The Blank Corporation. La distribuzione della serie sarebbe stata gestita dalla BBC Worldwide.
Il 29 giugno 2023 la serie è stata rinnovata per una seconda stagione, a sua volta composta da sei episodi.
Il 14 Dicembre 2023 viene confermato il rinnovo di una terza e ultima stagione.
A seguito delle accuse di molestie sessuali legate a Neil Gaiman, la terza stagione viene cancellata e resa un episodio finale di 90 minuti.

### Casting
Il 14 agosto 2017, è stato annunciato che Michael Sheen e David Tennant erano stati scelti rispettivamente per i ruoli principali di Aziraphale e Crowley. Il 14 settembre 2017, Gaiman ha rivelato su Twitter che Nina Sosanya, Ned Dennehy e Ariyon Bakare si erano uniti al cast principale. Il giorno dopo, Jack Whitehall, Michael McKean, Miranda Richardson e Adria Arjona sono stati annunciati come personaggi regolari della serie. Una settimana dopo, Sam Taylor Buck, Amma Ris, Ilan Galkoff, Alfie Taylor, Daniel Mays e Siân Brooke sono stati annunciati come membri del cast. Nell'ottobre 2017, si sono uniti al cast anche Jon Hamm, Anna Maxwell Martin, Mireille Enos, Lourdes Faberes e Yusuf Gatewood. Nel novembre 2017, anche Reece Shearsmith e Nicholas Parsons sono stati castati. Il 15 dicembre 2017 Derek Jacobi è stato annunciato come voce del Metatron.
Il 9 febbraio 2018 è stato annunciato che Steve Pemberton e Mark Gatiss si erano uniti alla serie. Il 6 marzo 2018, è stato annunciato che Nick Offerman era stato scelto per un ruolo regolare nella serie. Il 20 luglio 2018, durante il panel del Comic-Con di San Diego di Amazon, è stato annunciato che Frances McDormand era stata scelta come voce di Dio e come narratrice della serie. Il 13 febbraio 2019, Neil Gaiman ha annunciato che Benedict Cumberbatch avrebbe dato la voce a Satana, mentre il personaggio sarebbe stato generato in CGI.

### Riprese
I 109 giorni di riprese principali per la serie si sono svolti in un periodo di sei mesi a partire dal 18 settembre 2017 all'inizio di marzo 2018. Le riprese sono iniziate nel Regno Unito, mentre riprese successive si sono svolte a Città del Capo (Sudafrica) e nei dintorni. Nell'ottobre 2017, la produzione ha effettuato delle riprese nel Surrey. La serie è stata girata anche al St James's Park e a Tavistock Square a Londra, e Hambleden. Soho, l'area di Londra in cui si trova la libreria di Aziraphale, è stata ricreata e girata nell'Hertfordshire, alla base aerea di Bovingdon. Un edificio vuoto a Weybridge, nel Surrey, ha fatto da ambientazione per il Paradiso (il quale ha l'aspetto di un immenso grattacielo); e il bosco di Hogback, dove giocano Adam e i suoi amici, si trovava nel Surrey. Bulstrode Park, appena fuori Gerrards Cross, nel Buckinghamshire, con la sua villa e i terreni, è stato utilizzato per il convento/ospedale satanico e successivamente per il centro di formazione aziendale in cui avviene lo scambio dell'anticristo. La base dell'esercito americano è stata filmata a Upper Heyford, nell'Oxfordshire . Il Weald and Downland Living Museum nel West Sussex è stato utilizzato per filmare il rogo di Agnes Nutter. È stato girato in un periodo di due giorni nell'ottobre 2017.
L'auto distintiva di Crowley nel romanzo è una Bentley del 1926, ma né Gaiman né Pratchett sapevano veramente che aspetto avesse un modello del 1926 quando scrissero Good Omens . Per la serie televisiva è stato utilizzato un modello del 1933 il cui aspetto combaciava maggiormente con quello ideato da Gaiman. La Bentley utilizzata nelle riprese ha un costo approssimativo di 250.000 sterline.
La seconda stagione ha iniziato le riprese alla fine del 2021 in Scozia.

### Sequenza di apertura
La sequenza di apertura di Good Omens , creata dal Peter Anderson Studio di Londra, presenta la musica di David Arnold. Quando Douglas Mackinnon si è rivolto ad Anderson riguardo alla sequenza di apertura del titolo, Mackinnon ha detto che voleva qualcosa di "esagerato". La sua idea era quella di comunicare l'arrivo dell'Armageddon con l'umorismo e il "tono fantastico" della serie, l'amicizia tra Crowley e Aziraphale e l'idea che il bene e il male sono in tutti. Il progetto era un nuovo stile di design di Anderson e del suo studio, e presenta uno stile unico per una serie televisiva. Anderson ha descritto il risultato come "un miscuglio totalmente folle di tutti gli stili di animazione, in un modo tale da farli apparire ben fusi insieme".
La produzione ha utilizzato oggetti di scena fisici, animazioni, illustrazioni, 3D e alcuni elementi in live-action, per rappresentare l'apocalisse in avvicinamento e lo scontro tra Paradiso e Inferno. I dipendenti dello studio sono stati ripresi in costume, su schermo verde; sono stati quindi ritagliati e sono state create le animazioni. Ognuno dei personaggi che si vede nella sequenza ha la faccia di Crowley o quella di Aziraphale.
La sequenza incorpora tutti i personaggi della serie mentre si muovono verso l'Apocalisse; sono visibili anche la Bentley di Crowley davanti alla libreria di Aziraphale, le suore sataniche, Shadwell e Madame Tracy, il segugio infernale, i dischi volanti e i Quattro Cavalieri dell'Apocalisse. Il lavoro di Crowley sulla M25 di Londra è presente nella sequenza, insieme a varie città e aree del mondo. Alla fine dei crediti, i personaggi raggiungono il giorno del giudizio e volano in Paradiso o cadono all'Inferno, portando al titolo della serie. L'intera sequenza dura in totale un minuto e 40 secondi.

### Costumi
Claire Anderson è stata la costumista di Good Omens; per il suo lavoro, ha ricevuto una nomination agli Emmy 2019 nella categoria migliori costumi fantasy / fantascientifici per l'episodio 3, Tempi difficili. Il design iniziale era incentrato sui personaggi principali Aziraphale e Crowley; Anderson ha lavorato a stretto contatto con gli attori Michael Sheen e David Tennant per disegnare i loro look moderni. Una volta creati, hanno avuto un'influenza importante sugli abbigliamenti usati dai personaggi nel corso della storia.
Il look di Crowley riflette la sua trasformazione dalla forma di serpente a quella umana: il suo abbigliamento moderno è nero, quasi in stile gotico, e ha una fibbia per cintura a forma di testa di serpente. Indossa spesso occhiali scuri per celare i suoi occhi gialli da rettile. Nonostante indossi il nero come colore predominante, c'è sempre un accenno di rosso (come le suole delle sue scarpe o i colletti delle giacche), a riflettere l'addome del suo aspetto serpentesco. Gli abiti di Aziraphale sono opposti a quelli di Crowley e riflettono la sua natura eterea; porta gemelli, un anello con sigillo e un orologio da tasca con rilievi a forma d'ali d'angelo. La palette bianca e lo stile dei suoi vestiti rimangono invariati dall'epoca vittoriana a quella moderna, con risolti e spalle oversize che rappresentano le sue ali angeliche.
Altre ispirazioni per i costumi sono venute dai dettagli descritti nel libro di Pratchett e Gaiman del 1990: Anatema Device, discendente della strega profetessa Agnes Nutter, nonostante viva nel presente indossa un "look da strega" vittoriano. Newton Pulsifer, aspirante cacciatore di streghe, veste con stemmi e spalline color senape, fondendo un aspetto da "geek" moderno, com'è il personaggio, con quello del suo antenato del XVII secolo. Sono stati anche incorporati nel look i calzini spaiati menzionati nel romanzo. Per il costume di Jon Hamm nei panni dell'Arcangelo Gabriele, Anderson aveva l'idea di farlo apparire "perfetto"; trovò il materiale a Bond Street, in quanto trasmetteva l'idea di essere "leggero, etereo ed effimero". Gli abiti erano in cashmere e realizzati dal marchio italiano Zegna. Per enfatizzare il viola nell'abito grigio perla, Hamm indossava lenti a contatto color lilla. I costumi delle suore sataniche sono stati creati per assomigliare a normali abiti da suora ma con un "sottotono demoniaco"; studiando gli abiti da suora nel corso degli anni, ha scelto di usare dei "cappelli a punta" che trasmettessero più un'idea di stregoneria che di malvagità. I costumi hanno incorporati un ciondolo luciferino e orologi simbolici. Belzebù e i Duchi infernali Hastur e Ligur indossano abiti dall'aspetto annerito e strappato, per dare l'idea di essere stati bruciati dall'Inferno. I signori Young, genitori dell'anticristo Adam Young, vestono con un look Anni Cinquanta dall'aria "nostalgica, senza tempo e confortante" per rappresentare la loro affidabilità; Anderson si è ispirata a tale abbigliamento da alcuni amici dei suoi genitori. Il sergente Shadwell veste con colori scialbi che riflettono il suo carattere e indossa una distintiva giacca con elementi da uniforme, per rappresentare il suo ruolo nell'esercito di cacciatori di streghe. Madame Tracy indossa costumi eccentrici che richiamano il suo duplice lavoro di medium e prostituta. Molti costumi avevano piccoli effetti visivi aggiunti in post produzione, che richiedevano piccoli elementi verdi applicati ai corpi degli attori.
L'apertura a freddo della terza puntata, che presenta una serie di flashback di Aziraphale e Crowley nel corso della storia, ha richiesto costumi di periodi storici dal Giardino dell'Eden nel 4004 a. C. a Soho nel 1967. Anderson si è ispirata ai dipinti preraffaelliti e agli abiti da hippie del film Serpico per realizzarli; ogni costume di ogni epoca riflette il periodo, così come l'aspetto angelico e demoniaco dei personaggi. La scena ambientata nel medioevo vede Crowley e  Azraphel indossare rispettivamente un'armatura nera e argentata. Gli abiti indossati da Crowley nei tempi antichi hanno un tessuto che richiama la sua pelle di serpente.

### Effetti speciali
La società londinese Milk VFX è stata scelta per creare tutti gli effetti visivi di Good Omens.  Jean-Claude Deguara, il co-fondatore, ha iniziato a lavorare nella fase di pre-produzione e pre-sceneggiatura della serie. Durante la pre-produzione, le sei sceneggiature sono state suddivise per capire come gli effetti visivi (VFX) potessero interagire efficacemente con la storia in ogni episodio. Neil Gaiman ha assistito notevolmente il lavoro, in quanto poteva riferirsi al libro per aiutare con le decisioni creative. L'obiettivo era utilizzare le riprese in-camera il più possibile. La scena del terzo episodio con l'Arca di Noè presenta elementi live-action dove possibile, incluse le riprese degli animali più piccoli; animali più grandi sullo sfondo sono stati aggiunti in post-produzione. Gli effetti speciali dovevano essere realizzati come parte della scena per renderli "radicati nella realtà", non per distinguerli. Sessanta specialisti di effetti visivi, la maggior parte utilizzati da Milk in un singolo progetto, hanno lavorato per un periodo di due anni per creare un'ampia gamma di effetti; per i sei episodi sono state create 650 riprese in CGI. Il tempo di post-produzione è stato di cinque mesi.
Deguara e la sua crew hanno creato una vasta gamma di effetti speciali tra cui creature, ambienti e fuoco. Tra gli ambienti creati c'erano un attico per il Paradiso con viste "in continua evoluzione" di famosi punti di riferimento del mondo. La scala mobile per l'Inferno è stata filmata in un moderno edificio per uffici a Londra, utilizzando la cinematografia in tempo reale e uno schermo verde per gli effetti speciali che raffigurano la discesa di Crowley dall'atrio. Il sito di Soho per la libreria di Aziraphale, costruito al Bovington Airfield, ha utilizzato uno schermo verde per estendere le strade in post-produzione. Il sito è stato utilizzato perché la libreria è stata poi fatta bruciare per davvero, non solo con effetti visivi, cosa che non sarebbe stato possibile a Soho. La scena di apertura del primo episodio al Giardino dell'Eden, girato in Sudafrica, includeva "molti schermi verdi e VFX interattivi" per creare una grande scena di effetti visivi. Il quarto episodio presenta un effetto visivo di Crowley (David Tennant) che volava attraverso il sistema telefonico, inseguito da Hastur (Ned Dennehy). Per eseguire la ripresa, Tennant si trovava su un impianto che gli permetteva di "muoversi e roteare a gran velocità", mentre Dennehy usava un filo. I "movimenti di tipo glitch" creati digitalmente sono stati realizzati per rendere realistica la parte di Tennant e per nascondere l'impianto.
La Bentley di Crowley, che ha un ruolo predominante nella serie, viene spesso mostrata mentre corre per Londra a velocità superiori a 100 miglia orarie. L'auto doveva sembrare autentica, ma nessuna vera Bentley sarebbe stata in grado di andare così veloce. Le riprese sono state uno dei primi effetti di cui Milk VFX è venuto a conoscenza. Dopo aver trovato una vera Bentley, sono state create risorse in CGI per le scene in strada e all'interno della Bentley.  L'auto utilizzata è in realtà una combinazione di cinque diverse versioni CGI, reali e costruite. La Bentley fatta esplodere nel sesto episodio è reale; l'interno è stato rimosso e l'esterno è stato fatto saltare in aria. Piuttosto che usare effetti digitali per creare lo scenario mentre Crowley sta guidando, il direttore della fotografia Gavin Finney ha usato una tecnica più vecchia chiamata retroproiezione: sono state realizzate delle riprese di paesaggi da un veicolo in movimento e, sul set, le scene filmate sono state proiettate su uno schermo. In questo modo erano presenti anche i riflessi del paesaggio e la sua illuminazione sul vetro, sugli occhiali o sul viso dei passeggeri.
Il modello usato per il segugio infernale era un cane alano con una colorazione simile al cagnolino usato in seguito per interpretare Dog. Utilizzando un blue screen, il cane vivo è stato filmato, quindi parzialmente ingrandito in CGI per creare la mostruosa testa e collo. L'effetto è stato utilizzato per un paio di scene, mentre, per la trasformazione in un cagnolino, hanno utilizzato un cane vero. L'episodio finale presenta un confronto tra Adam Young e Satana, il suo "padre che non è più in Paradiso". Il concetto originale di Satana era molto più "infernale"; tuttavia, Neil Gaiman ha voluto una forma più umana dell'enorme creatura piuttosto che includere "fuoco infernale" e azione demoniaca sopra le righe. Alcuni effetti sono stati ridimensionati nell'ascesa di Satana dall'Inferno in modo che l'attenzione si incentrasse sull'interazione più "umana" tra un padre e un figlio ribelle che lo rifiuta. Gli effetti sonori, come i suoni del corpo, le rocce e il movimento della terra, sono stati usati per enfatizzare le dimensioni e il potere di Satana. Altri effetti visivi includevano un piccolo demone usciere, sacrificato per testare l'acqua santa; un kraken che sorge nel mare; ali di Crowley e Aziraphale; e i vermi che invadono un call center quando Hastur fugge dopo essere rimasto intrappolato nella segreteria telefonica di Crowley. Gli occhi da serpente di Crowley sono stati perlopiù frutto di lenti a contatto, ma sono stati migliorati digitalmente per i primi piani.

### Musiche
Good Omens presenta una colonna sonora scritta dal compositore vincitore di un Emmy David Arnold, insieme a parecchie canzoni dei Queen. Arnold ha ricevuto due nomination agli Emmy per la miglior sigla d'apertura e per l'episodio In principio. Ha detto che il suo lavoro su Good Omens era diverso da qualsiasi altro avesse fatto prima, affermando che potrebbe essere stato il suo lavoro più impegnativo. Ha descritto la serie come "uno spettacolo delle dimensioni di un universo che necessita di una colonna sonora delle dimensioni di un universo". Ha definito il tema di apertura "una specie di valzer mefistofelico malvagio, leggermente, diabolico: ha una sensazione di volteggio, fuori controllo". Ha riscritto il tema principale di ogni episodio per riflettere ciò che accade in esso.
Arnold ha utilizzato una strumentazione insolita per creare le musiche, inclusi liuti, lire, ottoni bassi e tamburi e arpe, a seconda delle immagini o emozioni. Voleva combinare elementi "celestiali" e "satanici" in modo che, quando qualcosa suonava dolcemente, ci fosse anche un elemento "demoniaco". Ha detto: "Ogni volta che c'era un violino dolce, c'era il suo fratello cattivo in agguato accanto a lui." L'uso delle canzoni dei Queen riflette una caratteristica del libro per la quale la Bentley di Crowley è incantata per tramutare ogni canzone inserita al suo interno in un brano della band. È presente anche un arrangiamento per banda di ottoni di Lazing on a Sunday Afternoon. Arnold era un fan dei Queen da adolescente e studiò come creavano i suoni; ha detto che i cori e i suoni corali in alcune parti della serie riflettevano questa influenza.

## Promozione
Il primo teaser della serie è stato proiettato durante il New York Comic Con del 2018 e poi distribuito online.

## Distribuzione
Tutte e sei le puntate della prima stagione sono state pubblicate il 31 maggio 2019 su Amazon Prime Video. La seconda stagione è stata interamente distribuita, sempre su Prime Video, il 28 luglio 2023.

## Accoglienza
La prima stagione di Good Omens ha ricevuto recensioni positive dalla critica. Su Rotten Tomatoes ha un indice di gradimento dell'84% con un punteggio medio di 7,3/10, basato su 100 recensioni. Il consenso critico del sito web recita: "Una sfilza di immagini celestiali e ilarità irriverente, Good Omens funziona grazie alla chimica quasi sacra (o forse empia?) di Michael Sheen e David Tennant - anche se, con solo sei episodi, è un raro adattamento che potrebbe aver tratto vantaggio dall'essere un po' meno fedele al buon libro". Su Metacritic, ha un punteggio di 66 su 100 basato su 21 recensioni, indicando "recensioni generalmente favorevoli".
Anche la seconda stagione ha ricevuto recensioni positive dalla critica. Su Rotten Tomatoes ha un indice di gradimento del 90% con un punteggio medio di 7,3/10, basato su 48 recensioni. Il consenso critico del sito web recita: "Facendo buon auspicio per la longevità della serie, la seconda stagione di Good Omens è ancora più splendida della prima". Su Metacritic, ha un punteggio di 68 su 100 basato su 16 recensioni, indicando "recensioni generalmente favorevoli".

### Petizione per la cancellazione
Secondo quanto riferito, una petizione online che richiedeva erroneamente che Netflix cancellasse Good Omens ha ricevuto più di 20.000 firme da persone che si opponevano al suo contenuto, forse ignare che fosse effettivamente su Amazon Prime e che era già stato rilasciato per intero. La petizione, pubblicata come parte di una campagna dell'organizzazione religiosa statunitense Return to Order, criticava il trattamento irriverente dello spettacolo di argomenti relativi al satanismo e al diavolo e l'uso di una voce femminile per Dio. La petizione originale è stata rimossa dal sito, corretta e ripubblicata.